# منطاد حاجز

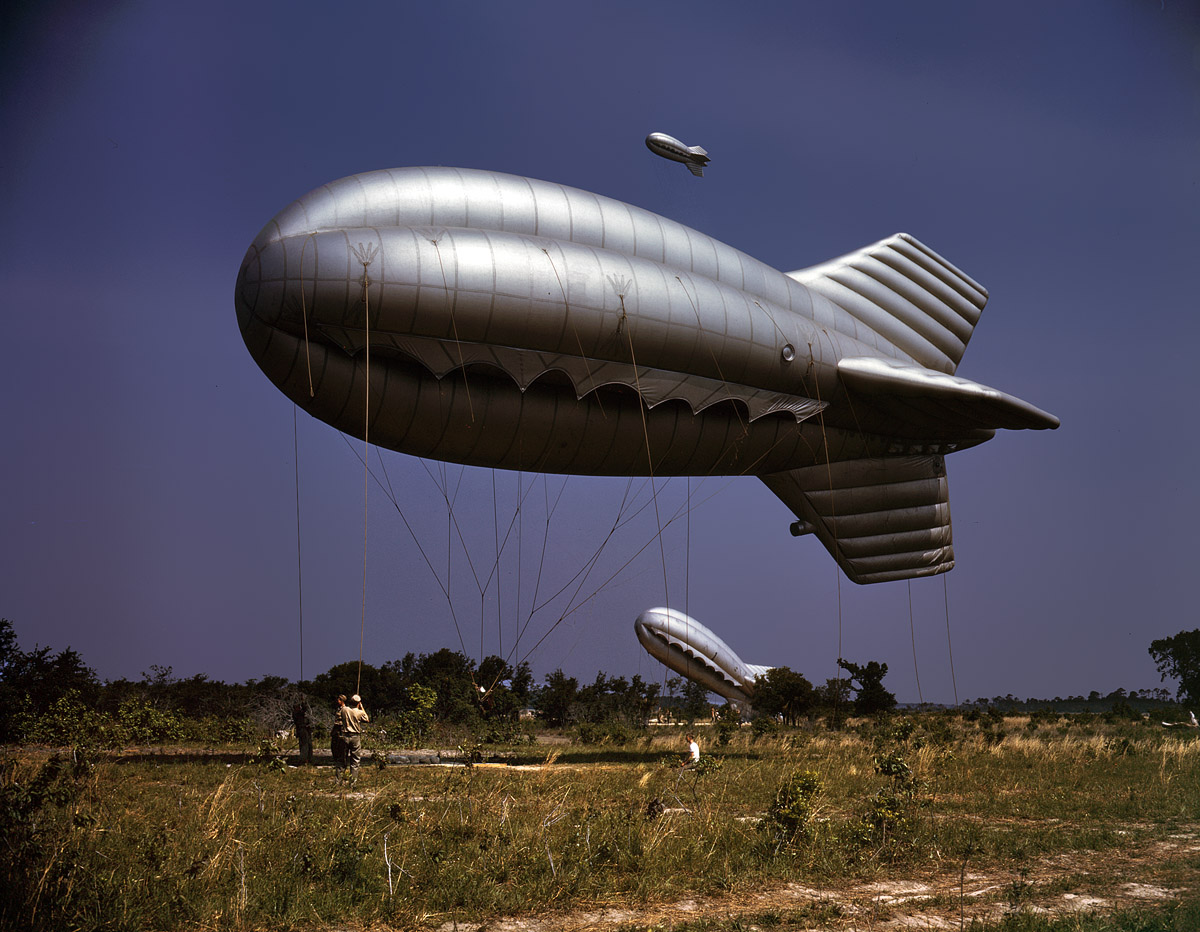
منطاد حاجز تابع للأسطول الأمريكي في الحرب العالمية الثانية في مايو 1942.

المنطاد الحاجز عبارة عن منطاد مجهز بكبلات معدنية وكان يستخدم للمهمات العسكرية الدفاعية. عندما يكون المنطاد في أقصى ارتفاعه فإن الكبلات المشدودة تساهم في الوقاية من هجوم الطائرات المعادية المحلقة على ارتفاعات منخفضة، وذلك إما بالاصطدام بهذه الكبلات، أو على الأقل التصعيب من مهمة اقتراب الطائرة.
استخدم المنطاد الحاجز في الحربين العالميتين الأولى والثانية، ثم قل استخدامه، لأنه غير عملي عندما تحلق الطائرات على ارتفاعات شاهقة بقصد القصف.

## الحرب العالمية الأولى
كان المنطاد الحاجز أحد الوسائل الدفاعية المستخدمة من قبل فرنسا وإيطاليا وإنكلترا وألمانيا. على سبيل المثال، فقد تم تحليق عدة مناطيد حاجزة حول لندن وربطها بشبكة من الأسلاك فيما بينها، وترك كبلات متدلية منها بهدف منع الطائرات المعادية من قصف المدينة. في عام 1918 امتد نطاق تحليق هذه المناطيد إلى حوالي 50 ميل حول المدينة مما صعب من مهمة الطيارين الألمان في أداء مهامهم الهجومية.

## الحرب العالمية الثانية

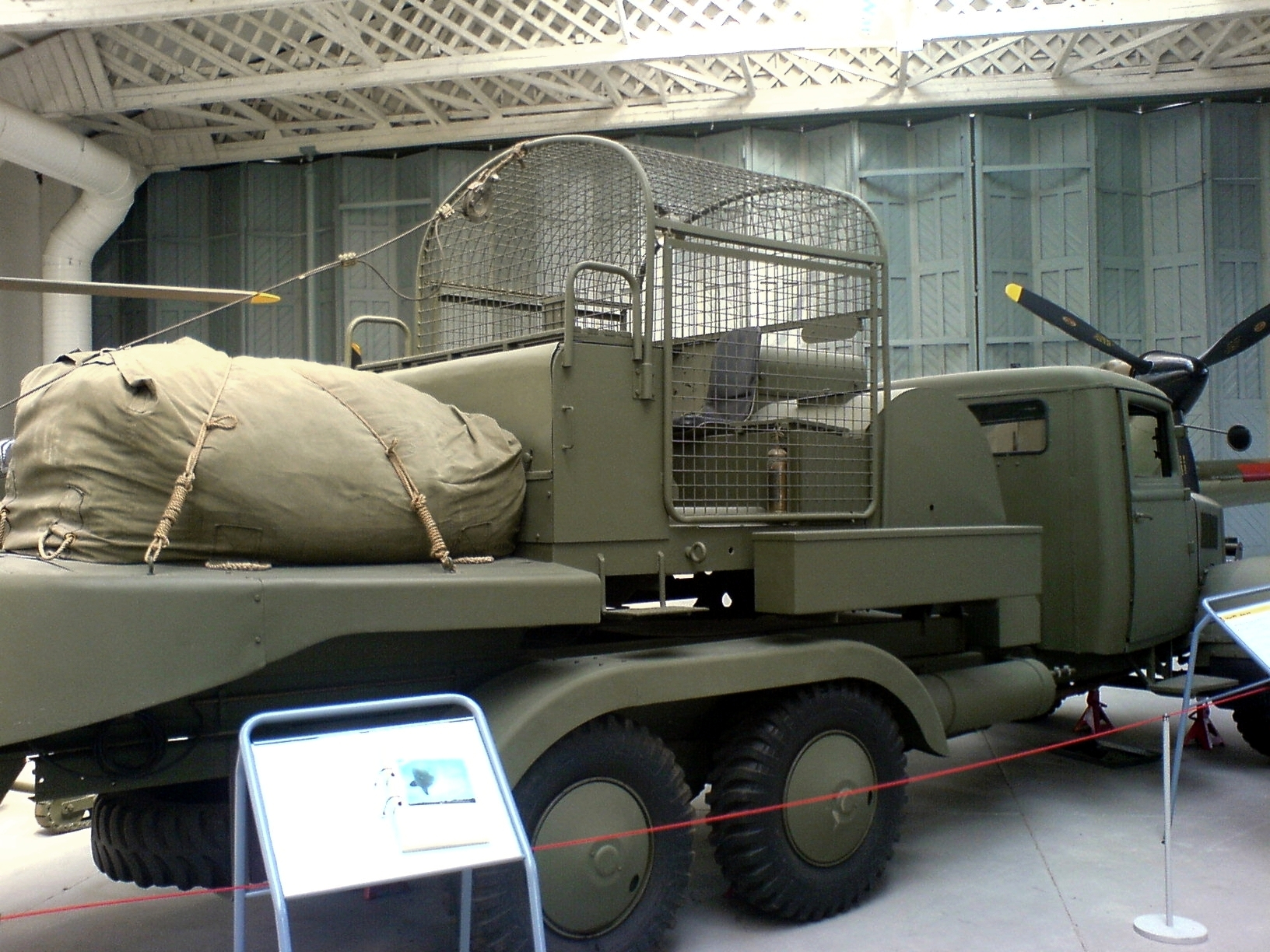
عربة إطلاق المنطاد الحاجز في متحف دوكسفورد للقوات الجوية في المملكة المتحدة.

استخدم المنطاد الحاجز أيضاً في الحرب العالمية الثانية. أظهرت المناطيد الحاجزة كفاءة إلى حد ما في التخفيف من أضرار قصف الألمان للندن في عام 1944، حيث أظهرت بعض المناطيد قدرة على تدمير بعض طائرات في-1.